# Chemal FC
Chemal FC, ASC Tidjikja ist ein mauretanischer Fußballverein aus Tidjikja, einer Stadt in der Tagant Region. Der Verein spielt momentan in der Ligue 1, der höchsten Spielklasse in Mauretanien.

## Geschichte
In der Saison 2013/14 belegte der Verein am Saisonende den 6. Platz mit 15 Punkten und musste somit in der Abstiegsrunde gegen drei andere Mannschaften teilnehmen. Der direkte Klassenerhalt wurde knapp verpasst, Ligakonkurrent ASC Zem Zem hatte einen Punkt mehr. In der Abstiegsrunde konnte Tidjikja 13 Punkte sammeln, sie gewannen vier Spiele in Folge und konnten die Klasse somit am Ende souverän halten. 2015/16 und 2016/17 schloss der Verein die Saison jeweils auf dem 4. Platz ab. Einen nationalen Titel konnte der Verein bisher noch nicht gewinnen.